# The Ascent at Roebling's Bridge
The Ascent at Roebling's Bridge, noto semplicemente anche come The Ascent, è un edificio residenziale situato a Covington nel Kentucky, nell'area metropolitana di Cincinnati (Greater Cincinnati). Progettato dall'architetto Daniel Libeskind, l'edificio si trova lungo il fiume Ohio, di fronte al ponte sospeso di Roebling. È stato commissionato nel 2004 e completato a marzo 2008 con un costo di circa 50 milioni di dollari.

## Progetto
Libeskind dichiara che l'Ohio River e il Roebling Bridge hanno influenzato lo stile dell'edificio; esso è alto 89 metri, con 22 piani ed è caratterizzato esteticamente da un tetto che ha una forma a spirale inclinata. La struttura in cemento ha una forma semicilindrica che è leggermente inclinata verso l'esterno dalla sua base di costruzione e la facciata è rivestita da panelli in vetro asimmetrici. Ospita 70 condomini.
Daniel Libeskind ha collaborato con GBBN Architects, THP Limited e KLH Engineering per la costruzione dell'edificio.